# Москаленко, Пётр Павлович
Пётр Павлович Москаленко — советский полярный лётчик.

## Биография
Родился в 1911 году в деревне Городок. Член КПСС с 1934 года.
С 1932 года — на хозяйственной, общественной и политической работе. В 1932—1973 гг. — пилот самолёта У-2 в Архангельске, командир звена санитарных самолётов 33‑го отдельного авиаотряда Северного ТУ ГВФ, участник Великой Отечественной войны, заместитель командира по летной части 5‑го отдельного авиаполка ГВФ на Карельском фронте, командир 10‑м авиаполка 3‑й отдельной авиадивизии связи ГВФ, заместитель начальника Управления полярной авиации, участник ряда советских арктических и антарктических экспедиций.
Заслуженный пилот СССР (1966).
Умер в 1995 году.

## Публикации
- Москаленко П. П. Крылья над Антарктидой: Страницы из дневника // Знамя. 1959. №3.